# Deportivo Andes Fútbol Club
El Deportivo Andes Fútbol Club, (Conocido también como Deportivo Los Andes) es un club de fútbol profesional venezolano, establecido en la ciudad de Mérida, estado Mérida, que milita en la Tercera División de Venezuela.

## Historia
Fundada por el Sr. Yogananda Angulo y teniendo como sede el Estadio La Hechicera, un espacio prestado por la Dirección de Deportes de la Universidad de Los Andes (ULA), la institución merideña se mantiene compitiendo a nivel local en sus diversas categorías infantiles y juveniles desde sus inicios, hasta que en 2016 debuta en la Tercera División de Venezuela, tomando parte en la Zona "B" del Grupo Occidental 2, compartiendo con los también merideños, Atlético Los Andes (A quien enfrentaría en la Jornada 2 del Torneo Clausura, para dar inicio al mencionado torneo), Atlético Mérida FC y el Iutenses FC, del estado Táchira, equipo al que venció 0-3 en la Jornada 10 del Torneo Apertura, para así sumar sus primeros 3 puntos en su semestre de debut en la escala profesional del balompié venezolano, y los únicos que obtendría en el semestre, tras sumar 9 derrotas en fila. Sumó una victoria más ante FD Talentos del Sur, como parte de la Jornada 6 del Clausura, finalizando dicho certamen con 17 unidades, siendo segundo de grupo y con un rendimiento ostensiblemente mejor que en el Apertura, completando así su primera temporada en la categoría del fútbol de elite del pais criollo.

## Estadio
Disputó sus partidos como local en el Estadio Guillermo Soto Rosa, ubicado en la ciudad de Mérida, de una capacidad aproximada de 16.500 espectadores. La sede de entrenamiento y para los partidos como local de sus diversas categorías menores es el Estadio La Hechicera, también ubicado en la ciudad de Mérida.

## Datos del club
- Temporadas en 1.ª División: 0
- Temporadas en 2.ª División: 0
- Temporadas en 3.ª División: 1 2016